# Europass
Europass – projekt Unii Europejskiej, mający na celu prezentowanie umiejętności zawodowych i kompetencji w sposób czytelny i przejrzysty we wszystkich krajach Unii Europejskiej. Europass został przyjęty Decyzją nr 2241/2004/WE Parlamentu Europejskiego i Rady z dnia 15 grudnia 2004 r. w sprawie jednolitych ram wspólnotowych dla przejrzystości kwalifikacji i kompetencji.
Dokumenty Europass składają się z pięciu dokumentów:
- Curriculum Vitae
- Paszport Językowy
- Suplement do Dyplomu Potwierdzającego Kwalifikacje Zawodowe
- Suplement do Dyplomu
- Europass - Mobilność

Dwa pierwsze dokumenty można wypełnić samodzielne, pozostałe zaś wydają uprawnione do tego instytucje.